# Tape Song
Tape Song è un singolo del gruppo musicale britannico The Kills, pubblicato nel 2008 ed estratto dall'album Midnight Boom.

## Tracce
1. Tape Song – 3:42
2. London Hates You – 3:37

## Formazione
- Alison "VV" Mosshart – voce
- Jamie "Hotel" Hince - chitarra, batteria